# 十字架トライアングル
『十字架トライアングル』（くるすトライアングル）は、介錯による日本の漫画作品。特別な魂を持って生まれたために戦う宿命を背負った少女達を巡る物語。『ASUKA』（角川書店）2001年2月号、同9月号から2002年1月号にかけて連載、全1巻。

## 解説
介錯が念願の少女漫画に初挑戦したもの。連載期間が短いこともあって、駆け足で結末へ急いでいる。1話の表紙でトライアングル＝三角関係の一人がディオールであるかのように描いているが、実際には来瑠守・きらは・大神の三角関係だった。
作者は後書きでリベンジする意思を表明していた。後の『神無月の巫女』は実質的にこの作品を発展的にリメイクしたもので、登場人物の名前や、少女同士の恋愛を含む三角関係という構図を踏襲している。知名度の点では『神無月の巫女』の方が上だが、本作と比べてドロドロした作品となっている。また、きらはの名前は『鍵姫物語 永久アリス輪舞曲』へ受け継がれている。

## 物語
ミッションスクールに通う高校生・来瑠守（くるす）は16歳の誕生日に、友達だと思っていた同級生の大神から「俺が守る」と告白された。しかし来瑠守は親友のきらはが大神に好意を抱いていると思っており、手放しで喜べない。心を決める時間も与えられず、突然魔物が来瑠守を襲い来る。危ないところを大神とディオール神父に救われ、来瑠守は、自分が「黄金律の星」という特別な魂の持ち主であることを知った。
黄金律の星とは闇の神子（みこ）、すなわち闇の住人を支配する姫の魂である。その体と魂を食らう事で闇の住人は力を得ることができる。来瑠守はその力を使って、従者である大神と共に自分の身を守らざるを得ない立場になった。そして来瑠守の前に、同じく闇の神子として次期女王の座を来瑠守と争うべく、きらはが立ちはだかった。きらはの手には炎を纏う一振りの剣があった。それはかつて大神の兄が携えていた、闇の住人の四大至宝の一つ、紅蓮剣だった。

## 登場人物
神鍵・エレキシュガル・来瑠守（しんじょう・エレキシュガル・くるす）
主人公。ミッションスクールの高校生。友達に宿題を写させる事さえも拒むほど潔癖な性格で、敬虔なクリスチャン。黄金律の星を持つ闇の神子として、闇の世界の女王となる資格の持ち主。十字架を掲げて「懺悔なさいっ」の掛け声と共に邪心を浄化する技、聖十字（セントクルス）を使う。
冥桜・アザトース・きらは（めいおう・アザトース・きらは）
来瑠守の親友の少女。来瑠守、大神と共によく3人で遊ぶ仲。来瑠守と同様に黄金律の星を持つ闇の神子。来瑠守と争う意思は無かったが、来瑠守への思慕の念を抑えきれず、大神との三角関係の決着を望み来瑠守と対峙する。ディオールによって与えられた紅蓮剣は黄金律の星の血を触媒に、切りつけた相手を炎で焼き尽くす。
大神（おおがみ）
来瑠守の同級生の少年。来瑠守を守ると誓う。十字架が苦手。魔狼の一族から選ばれた守護者であり、当時の名はセリオスと言う。優れた身体能力をもって闇の神子に仕える者である。本来ならば一族に伝わる紅蓮剣もまた彼に与えられるべきであったが、セリオスの兄は彼に剣を譲ることを拒み、一族を殺して姿を消していた。
ディオール・ド・バルサザール
美形の神父。着任早々、女生徒の間で噂になる。蝙蝠の群れを自在に操る。“見護りし者”の二つ名の通りに中立を守る「調停者」の役割を果たすはずが、個人的な思惑できらはの側に付く。その胸にはかつて大神の兄が着けていた勾玉のペンダントがあった。
カラテカ
来瑠守の飼い猫。来瑠守の血を受けて蝙蝠様の翼が生え、来瑠守の十字架と合体して剣となる。

## 単行本
- あすかコミックス A-127-1 2002年4月17日発行 ISBN 4-04-924890-5